# Joachim Schuster

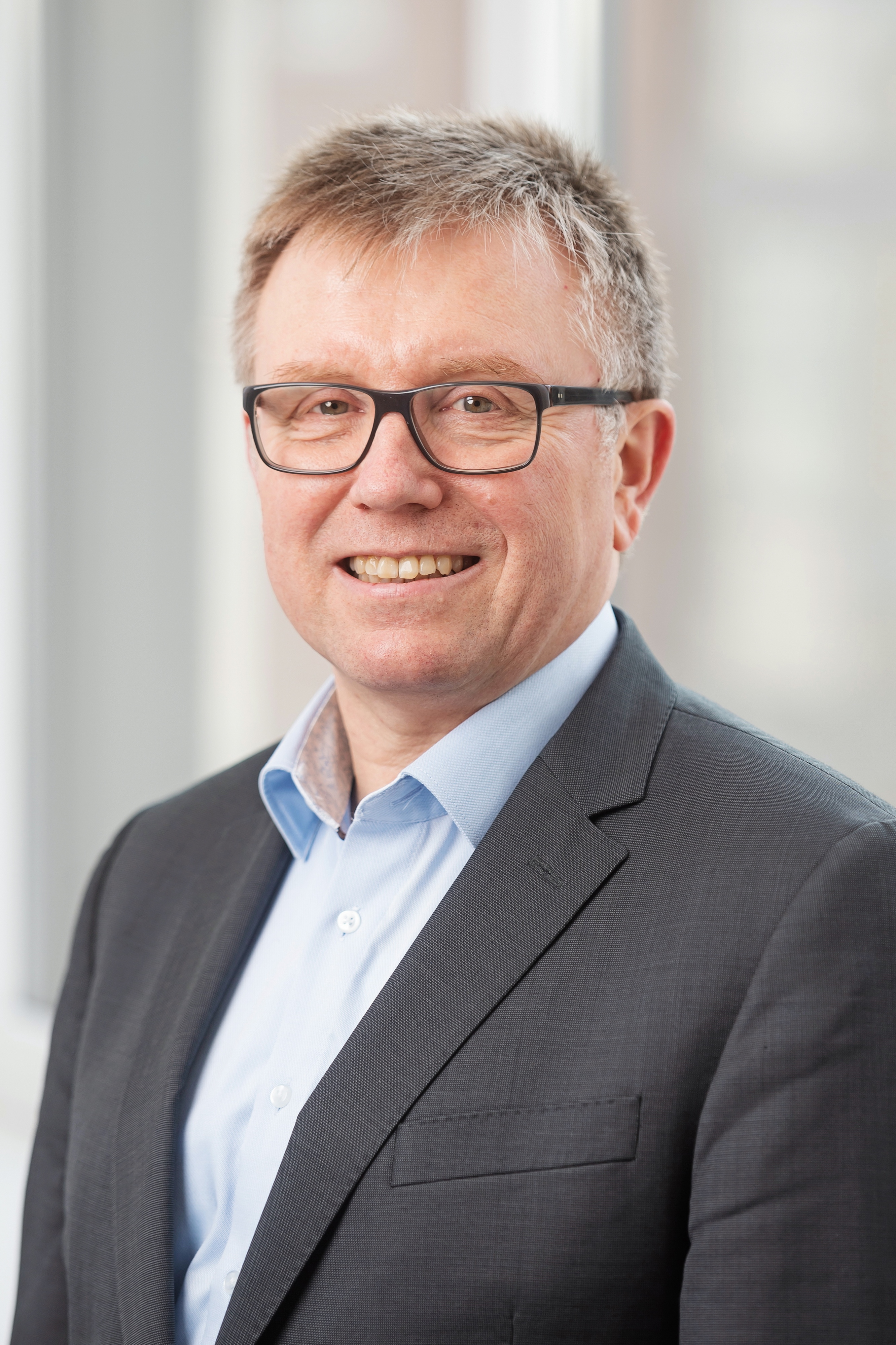
Joachim Schuster 2020

Joachim Schuster (* 28. Oktober 1962 in Rastatt) ist ein deutscher Politikwissenschaftler und sozialdemokratischer Politiker (SPD). Er war von 2014 bis 2024 Mitglied des Europäischen Parlaments. Von 1999 bis 2006 war Schuster Abgeordneter der Bremischen Bürgerschaft und von 2006 bis Dezember 2012 Bremer Staatsrat, zunächst für Arbeit, Jugend und Soziales, zuletzt für Wissenschaft und Gesundheit.

## Biografie

### Ausbildung und Beruf
Schuster studierte von 1984 bis 1989 Politikwissenschaften an der Philipps-Universität Marburg und promovierte 1993 an der Universität Bremen mit einer Analyse zu den Perspektiven der Europäischen Wirtschafts- und Währungsunion. Er war von 1991 bis 1994 und von 1997 bis 1999 wissenschaftlicher Mitarbeiter in zwei Forschungsprojekten zu Fragen europäischer Integration und der Rolle europäischer Gewerkschaften. Zwischen 1994 und 1999 war Schuster zudem selbstständig in der Politikberatung tätig und 1999 bis 2006 Geschäftsführer des Institutes für angewandte Sozial- und Politikwissenschaften.
Schuster ist verheiratet und hat zwei Kinder.

### Politik
Schuster begann seine politische Laufbahn in der Schülervertretung und der Friedensbewegung. 1982 trat er der SPD bei. Dort engagierte er sich zunächst in der Arbeitsgemeinschaft der Jungsozialistinnen und Jungsozialisten in der SPD, später in unterschiedlichen Positionen in der SPD.
Er wurde 1999 Abgeordneter der bremischen Bürgerschaft und blieb dies bis 2006. Er war zunächst umweltpolitischer Sprecher, anschließend sozialpolitischer Sprecher seiner Fraktion. 2006 bis 2012 hatte Schuster das Amt des Bremer Staatsrats inne, zunächst für Arbeit, Jugend und Soziales und später für die Bereiche Gesundheit und Wissenschaft.
Nachdem in der Folge der Affäre um den Tod des dreijährigen Kevin im November 2006 die Sozialsenatorin Karin Röpke (SPD) und der zuständige Staatsrat für Jugend und Soziales Arnold Knigge (SPD) zurücktraten, wurde Schuster zum Staatsrat als Vertreter der neuen Senatorin Ingelore Rosenkötter (SPD) ernannt. Von 2011 bis Dezember 2012 war er Staatsrat für den Bereich Wissenschaft und Gesundheit als Vertreter von Senatorin Renate Jürgens-Pieper (SPD), die Anfang Dezember 2012 ihren Rücktritt wegen des ihrer Meinung nach strukturellen Defizits im Bildungshaushalts bekannt gab. Ihm folgten nach der Neuaufteilung der Senatsressorts als Staatsrat Gesundheit Peter Härtl und als Staatsrat Wissenschaft Gerd-Rüdiger Kück.
Im April 2013 nominierte der Landesparteitag der SPD Bremen Schuster als Kandidaten für die Wahlen zum Europäischen Parlament am 25. Mai 2014, in deren Zuge Schuster zum Mitglied des Parlaments gewählt wurde.
Im Mai 2019 kandidierte Schuster erneut für das Europäische Parlament auf Platz 16 der SPD-Bundesliste. Bei der Europawahl am 26. Mai 2019 errang Schuster erneut einen Sitz.
Bei der Europawahl 2024 trat Schuster nicht erneut an.
Schuster kann von seiner politischen Haltung her als Parteilinker eingeordnet werden.

### Abgeordnetentätigkeit im Europäischen Parlament
In seiner ersten Legislatur im EU-Parlament war Schuster als Mitglied im Ausschuss für internationalen Handel (INTA) und als stellvertretendes Mitglied im Ausschuss für Beschäftigung und soziale Angelegenheiten (EMPL). Im Ausschuss EMPL betreute Schuster besonders das Thema Digitalisierung der Arbeitswelt. Zusätzlich war er als stellvertretendes Mitglied Teil der Delegation in der parlamentarischen Versammlung der EU mit der Gruppe der afrikanischen, karibischen und pazifischen Staaten (AKP) sowie mit den osteuropäischen Staaten (EURO-NEST).
In seiner zweiten Legislatur ab 2019 wechselte Schuster seine Ausschüsse teilweise. Im Ausschuss INTA arbeitete er weiterhin zu den Themen Afrika (speziell die Staaten des südlichen Afrikas), Ukraine, Russland und den grundsätzlichen Fragen zur Gestaltung von Freihandelsabkommen zwischen der EU und Drittstaaten. Dazu war Schuster Mitglied im Ausschuss für Wirtschaft und Währung (ECON) und stellvertretendes Mitglied im Unterausschuss für Sicherheit und Verteidigung (SEDE).
Schuster war im Vorstand der deutschen SPD-Abgeordneten im Europäischen Parlament und verantwortlich für die Verbindung zur SPD-Fraktion im Deutschen Bundestag in Berlin.
Am 24. November 2022 stimmte der Abgeordnete gegen eine Resolution des Europäischen Parlamentes, die Russland zu einem terroristischen Staat erklärt. Seiner Meinung nach sei es falsch, die diplomatischen Beziehungen zu Russland weiter zurückzufahren.
Nachdem Schuster bei der Europawahl 2024 nicht erneut angetreten war, schied er im Juli 2024 aus dem Europaparlament aus.

### Funktionen und Ehrenämter
Schuster ist Mitglied der Gewerkschaft IG Metall und wurde 2019 für die Arbeitnehmerseite in den Aufsichtsrat des Bremer Stahlwerks von ArcelorMittal berufen.
Darüber hinaus ist er Beisitzer im Landesvorstand der Europa-Union Bremen und als Mitglied im wissenschaftlichen Beirat des Zentrums für Sozialpolitik der Universität Bremen tätig.

## Veröffentlichungen
- EG am Scheideweg. Perspektiven der europäischen Wirtschafts- und Währungsunion. Lang, Frankfurt [u. a.] 1994, ISBN 3-631-46531-9.
- Das Europa der Regionen. Hintergründe, Widersprüche und Perspektiven aus gewerkschaftlicher Sicht. ISA-Consult, Bochum 1994, ISBN 3-929266-28-8.
- mit Angelina Sörgel (Hrsg.): Stadtstaat mit Zukunft? Zu den Perspektiven der Freien Hansestadt Bremen. Edition Temmen, Bremen 1995, ISBN 3-86108-264-0.
- mit Klaus Peter Weiner (Hrsg.): Maastricht neu verhandeln. Reformperspektiven in der Europäischen Union. PapyRossa-Verlag, Köln 1996, ISBN 3-89438-104-3.
- Europäische Beschäftigungspolitik. Beschäftigungsförderung und Mehrebenenregulation. SPW-Verlag, Dortmund 1998, ISBN 3-922489-22-2.
- mit Wilhelm Eberwein und Jochen Tholen (Hrsg.): Besondere Probleme der Europäisierung der Arbeitsbeziehungen aus britischer, französischer, italienischer und deutscher Sicht. Dokumentation der Konferenz vom 13.02.1998 in Brüssel. Projekt „Entwicklung der Arbeiterbeziehungen in Europa“. Universität Bremen, 1998, ISBN 3-88722-373-X.
- Die internationale Rüstungsindustrie. Perspektiven für die Rüstungsproduktion und Konversion nach 2000. Lit, Münster/Hamburg/London 2000, ISBN 3-8258-4722-5.
- mit Wilhelm Eberwein und Jochen Tholen (Hrsg.): Die Europäisierung der Arbeitsbeziehungen. Eine Tagung des Wissenschaftstransfer. Dokumentation der Konferenz vom 2. Dezember 1999 in Bremen. Projekt „Entwicklung der Arbeitsbeziehungen in Europa“. Universität Bremen, 2000, ISBN 3-88722-462-0.
- mit Wilhelm Eberwein und Jochen Tholen: Die Europäisierung der Arbeitsbeziehungen als politisch-sozialer Prozeß. Zum Zusammenhang von nationaler und europäischer Ebene am Beispiel von Deutschland, Frankreich, Großbritannien und Italien. Hampp, München/Mering 2000, ISBN 3-87988-506-0.
  - The Europeanisation of Industrial Relations. National and European processes in Germany, UK, Italy and France. Ashgate, Aldershot 2002, ISBN 0-7546-1892-7.
- mit Ulrike Hensel: Mehr Beschäftigung durch nachhaltige Mobilität? Beschäftigungstrends in der europäischen Verkehrswirtschaft. Literaturstudie im Auftrag von Bernd Lange, MdEP. spw-Verlag, Dortmund 2002, ISBN 3-922489-26-5.
- SPD Bundesparteitag: Sozialdemokratische Kompetenz in der Wirtschaftspolitik SPW 210, Dortmund 2015, ISSN 0170-4613
- mit Dominika Biegón: Strukturreformen neu denken. Das Europäische Semester und der Jahreswachstumsbericht 2016 Friedrich-Ebert-Stiftung, Berlin 2015, ISBN 978-3-95861-371-3.
- Ohne soziale Dimension hat die EU keine Zukunft. Stellungnahme des Europäischen Parlaments. In: Europa Kommunal, 2/2017, Rat der Gemeinden und Regionen Europas, Köln 2017, ISSN 1866-1904
- Investitionsschutz á la CETA reicht nicht. Ohne Investorenpflichten wäre ein multilaterales Investitionsabkommen schädlich Internationale Politik und Gesellschaft 2017
- mit Dominika Biegón und Wolfgang Kowalsky: Schöne neue Arbeitswelt? Wie eine Antwort der EU auf die Plattformökonomie aussehen könnte Friedrich-Ebert-Stiftung, Berlin 2017, ISBN 978-3-95816-961-6.
- Für einen Paradigmenwechsel in der Handelspolitik. In: Helmut Scholz: handel(n) von links. VSA Verlag, Hamburg 2017, ISBN 978-3-89965-747-0.